# Maria Banuș
Maria Banuș (ur. 10 kwietnia 1914 w Bukareszcie, zm. 14 lipca 1999) – rumuńska poetka, eseistka, dramatopisarka.

## Życiorys
Liceum ukończyła w 1931 roku, następnie podjęła studia na wydziale humanistycznym i prawa na uniwersytecie w Bukareszcie. W okresie II wojny światowej była członkiem komunistycznego ruchu oporu. Pierwszy jej tom wierszy ukazał się w roku 1937 pt. Țara fetelor i spotkał się z przychylną krytyką. W okresie 1940–1948 napisała wiersze opisujące okrucieństwa wojny i własnych przeżyciach z nią związanych.
Za tom wierszy Fiilor mei została nagrodzona poetycką nagrodą imienia Georga Coșbuca. Otrzymała również nagrodę państwową za napisanie sztuki Ziua cea mare wystawionej w roku 1950.
Była tłumaczką na język rumuński utworów m.in. Johanna Wolfganga von Goethego, Aleksandra Puszkina, Władimira Majakowskiego.

## Twórczość
- Bilete de papagal – 1928
- Țara fetelor (Kraina dziewcząt) – 1937
- Bucurie (Radość) – 1940
- Fiilor mei (Moim synom) – 1949
- Ziua cea mare (Wielki dzień) – 1949
- Despre pāmînt (O ziemi) – 1954
- Îndrăgostiții (Zakochani) – 1954
- Din cronica acelor ani (Z kroniki tamtych lat) – 1955
- Ție-ți vorbesc, Americă! (Do ciebie mówię, Ameryko!) – 1955
- La porțile raiului (U bram raju) – 1957
- Magnet (Magnes) – 1962
- Metamorfoze (Metamorfozy) – 1963
- Diamantul (Diament) – 1965
- Tocmai ieșeam în arenă (Właśnie wychodziłam na arenę) – 1967
- Magie interzisă (Zakazana magia) – 1970
- Portretul din Fayum (Portret z Fajum) – 1970
- Oricine și ceva (Każdy i coś) – 1972